# Chersonesia intermedia
Chersonesia intermedia is een vlinder uit de familie van de Nymphalidae. De wetenschappelijke naam van de soort is voor het eerst geldig gepubliceerd in 1895 door Ludwig Martin.